# 中京高等学校 (岐阜県)
中京高等学校（ちゅうきょうこうとうがっこう）は、岐阜県瑞浪市に所在する私立高等学校。設置者は学校法人安達学園。

## 概要
建学の精神は「学術とスポーツの真剣味の殿堂たれ」、校訓は「真剣味」とし、梅村学園の「中京大学附属中京高等学校」と同じ。
愛知県名古屋市の梅村学園「中京大学附属中京高等学校」（中京大中京）との間で「中京商業」「中京高校」の名称が入れ替わったことがあり、区別のために「中京院中京」「岐阜中京」とも呼ばれる。
４種の学域と、進路に応じた選抜・専攻で編成される東濃地区最大規模の総合学園であり、生徒数は全日制で約1200名、通信制が約700名を数える男女共学のマンモス校である。
校舎の老朽化もあり、瑞浪市内にある東濃厚生病院（2026年1月閉院予定）の土地、建物（本館棟及び立体駐車場）を取得し、2027年4月に移転する予定である。同時に中学校（仮称：中京中学校）を新設する。

## 沿革
本校の創設者である安達壽雄は、中京大中京の設立者である梅村学園創設者である梅村清光の次男である。梅村学園とは別法人ではあるが、建学の精神を共有している。

### 略年表
- 1962年（昭和37年）12月 - 学校法人安達学園設立認可 中京高等学校設置認可。
- 1963年（昭和38年）4月 - 中京高等学校開校。普通科・商業科設置。
- 1967年（昭和42年）6月 - 愛知県名古屋市の中京商業高等学校の中京高等学校への改称に伴い中京商業高等学校へ改称。
- 1968年（昭和43年） - 全日制に体育科増設、定時制商業科を併設。
- 1971年（昭和46年） - 全日制に特別商業指導コースを増設、定時制商業科募集停止。
- 1975年（昭和50年） - 定時制商業科廃止。
- 1982年（昭和57年） - 特進・体育・普通・特商・商業へと編成。
- 1983年（昭和58年） - 安達学園総合グラウンドが完成。錬成コース設置。
- 1986年（昭和61年） - 情報クラス設置。
- 1989年（平成元年） - 普通進学クラス設置。
- 1990年（平成2年） - 国際情報クラス設置。
- 1993年（平成5年） - 特商クラス廃止。
- 2001年（平成13年） - 1995年（平成7年）に愛知県名古屋市の中京高等学校が中京大学附属中京高等学校に改称していたことから中京高等学校へ名前を戻す。エクセレントクラス設置。
- 2003年（平成15年） - 情報ビジネスコース・ビジネスコース設置。
- 2005年（平成17年） - エクセレント・エクシード・文理選抜・国際情報・体育・普通・情報ビジネス・ビジネスへと編成。
- 2006年（平成18年） - 国際情報クラスをインターナショナル、普通クラスをプログレスと改編。
- 2008年（平成20年） - 保育クラス設置。
- 2010年（平成22年） - 文武コース、アカデミックアスリートクラス設置。
- 2012年（平成24年） - 通信制課程を開設。エクシード・プロシード・プログレス・国際・アカデミックアスリート・体育・情報ビジネス・保育・ビジネスへと編成。
- 2017年（平成29年） - 中京学院大学附属中京高等学校（中京院中京）へ改称[2]。
- 2019年（令和元年） - 医療健康クラス設置。
- 2020年（令和2年） - 運営法人が大学および短期大学部を別法人へ分離することにともない、中京高等学校に改称[3][4]。
- 2022年（令和4年） - 全日制商業科募集停止。エクシード・プロシード・プログレス・国際・体育・保育・医療健康・ITへと編成。
- 2024年（令和6年） - コースを学域、クラスを選抜と改称し、名大・特進・総合・国際・アスリート・リベラルアーツ（２年次から文理・看護・幼児教育・ITから専攻を選択）へと編成。

### 「中京商業」「中京高校」の名称について
愛知県名古屋市にある学校法人梅村学園設置の学校（現在は中京大学附属中京高等学校）との間で、「中京商業高等学校」「中京高等学校」の名称が入れ替わったり、近似の名称になったりすることで、しばしば話題となる。
|        | 梅村学園（愛知県）               | 安達学園（岐阜県）                   | 備考                                                     |
| ------ | -------------------------------- | ------------------------------------ | -------------------------------------------------------- |
| 1948年 | 中京商業高等学校（新制）         | －                                   | （梅村）旧制中京商業学校が新制高校になる                 |
| 1963年 | 中京商業高等学校                 | 中京高等学校（設立）                 | （安達）学校設立                                         |
| 1967年 | 中京高等学校（改称）             | 中京商業高等学校（改称）             | （梅村）普通科設置／（安達）伝統ある名称を継承           |
| 1995年 | 中京大学附属中京高等学校（改称） | 中京商業高等学校                     | （梅村）商業科廃止                                       |
| 2001年 | 中京大学附属中京高等学校         | 中京高等学校（改称）                 | （安達）普通科が主体となったため                         |
| 2017年 | 中京大学附属中京高等学校         | 中京学院大学附属中京高等学校（改称） | （安達）学園一体の運営のため                             |
| 2020年 | 中京大学附属中京高等学校         | 中京高等学校（改称）                 | （安達）大学と法人が別になったため・設立時の名称への回帰 |

### 学校法人安達学園
学校の設置者は学校法人安達学園（理事長：安達弘城）。安達学園は1966年（昭和41年）に中京短期大学（現在の中京学院大学短期大学部）、1993年（平成5年）に中京学院大学を設立しているが、2020年（令和2年）に大学・短大は別法人（学校法人中京学院）に移管した。このため2020年（令和2年）以降は、中京高等学校のみを設置校としている。
中京高等学校の全日制課程および通信制課程は、別法人となったが中京学院大学・短期大学部は系属校としての立場を維持している。そのため、優先的な内部進学が可能な推薦枠があり、入学金全額免除の優遇を受けることができる。

## 設置課程

### 全日制課程
2024年度（令和6年度）より、普通科を学域の観点から４種の領域に大別する。

#### 学問研究領域
- 名大選抜 - 名古屋大学を中心に難関国公立大学を一般選抜で目指す。１年次から入試を見据えた名大特講・数学特講のカリキュラムを組む。数学・理科が得意な女子生徒対象に「女子枠」を設定。
- 特進選抜 - 習熟度別にクラス編成を行い、難関大学を一般・総合型・学校推薦型選抜で目指す。７時限目にフレックスタイムを設ける。
- 総合選抜 - 英語表現力・自己表現力に特化したカリキュラムで、難関大学進学を総合型選抜で目指す。フィリピンへ語学短期留学を複数回実施。

#### 語学力探求領域
- 国際選抜 - 数学・理科を英語で学ぶイマージョン教育を実施。ALTによる英語・総合的学習を含め、半分以上の授業が英語に関わる内容となっている。高位の英検・TOEICを取得、総合型・学校推薦型選抜で難関大学を目指す。2年次に約１年間のカナダへホームステイ留学を行う。

#### 運動技能探求領域
- アスリート選抜 - 専門競技に特化したカリキュラムで高いレベルの競技実績を活かし、多くが文系・体育系大学を学校推薦型・スポーツ推薦型選抜で目指す。水・木・金は5限目からアスリートプログラム（AP）が組まれ、各自の部活動に専念できる。強化クラブに3年間在籍することを条件としている。

#### 横断的学問探求領域
- リベラルアーツ（LA）選抜 - 1年次は一般教養を学び、2年次から4種類の専攻から選択。
  - 文理専攻 - 文系、理系それぞれの得意分野を伸ばし、大学・短大・専門学校への進学や就職まで幅広い進路を選択可能。
  - 看護専攻 - 高大連携プログラムにより、中京学院大学と連携し看護科目を履修、高校在学中に大学の単位を取得。
  - 幼児教育専攻 - 高大連携プログラムにより、中京学院大学短期大学部と連携し幼児教育の専門科目を履修、高校在学中に短期大学部の単位を取得。
  - IT専攻 - プログラミングなどのパソコン関連科目に特化。ITパスポートを始めとした資格取得を目指す。校外インターンシップを実施。

### 通信制課程
2012年度（平成24年度）より通信制課程（普通科）を設置。

#### 本科生コース
サポート校を使わず、高校の履修料のみのコース。年2回の集中スクーリングやイベント授業、試験等年間20日の登校で卒業が可能。数学や英語のレポートの作成等、教員による指導を「ヘルプステーション」で受けることが可能。

#### サポート生コース
サポート校を利用するコース（利用は任意）。週に１日～５日、サポート校に登校する。2024年現在、面接指導施設は19施設、学習等支援施設は52施設と提携しており、大学受験型・学習支援型・心理支援型・ハイブリッドサポート型などさまざまな特色を持つ目的に合ったサポート校を選ぶことが可能。

## 部活動
運動部、文化部、文化同好会を併せて30以上の部が活動している。
運動部においては、多くの部が建学の精神「スポーツ」を牽引している。

### 部活動の実績

#### 硬式野球部
- 明治神宮野球大会：2002年優勝（全国優勝）
- 復帰記念沖縄特別国民体育大会（1973年）： ベスト4
- 全国高等学校野球選手権大会：（夏の甲子園）7回出場 
  - 第101回大会（2019年）：ベスト4、中京学院大学付属中京高等学校として出場。実況アナウンサーが「中京…」の後で詰まってしまい、観戦していた高校野球ファンや視聴者から注目を浴びた。
- 選抜高等学校野球大会：（春の甲子園）5回出場

#### 軟式野球部
- 全国高等学校軟式野球選手権大会：全国優勝13回、準優勝3回
  - 第59回大会（2014年）の準決勝では崇徳高等学校と延長50回の試合を演じ、3-0で勝利した。その後、同大会で優勝している。
- 国民スポーツ大会：優勝9回
  - 獲得した全国タイトルは、全国高校最多の計22回（選手権13回・国体9回）を誇る。

#### 剣道部
- インターハイ：男子優勝（昭和45年）、女子準優勝（平成16年）、女子第3位（平成17年）
- 全国高等学校剣道選抜大会：女子団体準優勝（平成17年）、女子団体3位（平成19年）

#### 陸上競技部
- 第30回全国高等学校駅伝競走大会：優勝
- 第31回全国高等学校駅伝競走大会：優勝（2年連続）
- 全国高等学校駅伝競走大会：全国優勝2回（現在2年連続42回出場）
- '95鳥取インターハイ：800m優勝
- 第46回国民体育大会：少年B5000m優勝
- '93宇都宮インターハイ：5000m2位
- 第50回国民体育大会：少年A5000m4位

#### 男子ソフトテニス部
- ハイスクールジャパンカップ：第3位（平成3年）
- 全日本私立高学選抜大会：団体優勝（平成7年）、準優勝 3回（昭和60年、61年、平成11年）、個人優勝（平成2年、10年、23年）、第3位（平成8年）
- 全日本高等学校選抜ソフトテニス大会：準優勝4回（昭和63年、平成7年、10年、24年）、第3位4回（昭和59年、平成6年、8年、25年）
- 国民スポーツ大会ソフトテニス競技：準優勝（平成7年）、第3位（平成24年）
- インターハイ：団体準優勝（昭和56年）、第3位4回（平成6年、8年、11年、25年）、個人優勝（平成24年）、準優勝（平成7年）、第3位（平成24年）

#### 弓道部
- 全国高等学校弓道選抜大会：男子団体優勝（平成9年、令和6年）
- インターハイ：個人優勝（令和3年）

#### サッカー部
- 全国高等学校サッカー選手権大会：１回出場（平成28年）
- インターハイ：4回出場（昭和58年・平成17年・30年・令和3年）

### 運動部
★は強化クラブ ☆は準強化クラブ
- 硬式野球部（校技）★
- 軟式野球部（特別運動部）★
- 陸上競技部（特別運動部）★
- サッカー部（特別運動部）★
- 新体操部★
- 剣道部★
- 弓道部★
- 柔道部★
- ボクシング部★
- スケート部★
- ソフトテニス部（男子★・女子）
- バドミントン部（男子☆・女子）
- ウエイトリフティング部☆
- 卓球部☆
- バスケットボール部
- バレーボール部
- レスリング部
- e-sports部
- 水泳部（個人での活動）

### 文化部
★は強化クラブ ☆は準強化クラブ
- 吹奏楽部★
- チアリーダー部☆
- 地域活性化部（特別課外活動）
- ダンス部
- 応援団
- 和太鼓部
- 美術（同好会）
- 将棋（同好会）
- 茶華道（同好会）
- 文芸（同好会）
- IT・インターネット（同好会）
- 書道・ペン習字（同好会）

## 学生寮
学校法人安達学園の学生会館として学生寮が学校周辺に存在する。原則、通学が困難な生徒が入寮できる。通学可能地域であっても、場合によっては入寮が可能。
常駐の寮監が待機し、寮生の生活面や健康面のサポートや、門限・点呼を行う。各種防犯装置によるセキュリティが完備され、共用スペースとして浴場・洗濯室・ミニキッチンが備わっているが、各寮によって設備が異なる。寮食は朝食と夕食があり、食堂を利用する。
主な学生寮は次のとおり。
- 劍壽館（男子寮） - 最も規模が大きく約100名が入寮している。全室個室。サウナ付き大浴場・談話室・ゲストルーム・トレーニングルームを備える。
- 龍虎寮（男子寮） - 硬式野球部専用の寮で、硬式野球部グラウンドに隣接している。瑞浪市土岐町南山に所在することから「南山龍虎寮」とも称する。
- 豊善館（女子寮） - 全室個室。ピアノ室有り。
- 他にも、種目ごとに専用のクラブ寮を持つ部活動（軟式野球部・剣道部・陸上部男子・ソフトテニス部男子）がある。

## 交通
- JR中央本線 瑞浪駅から徒歩10分
- 瑞浪市コミュニティバス（学校線・土岐線）「中京高校前」停留所から徒歩0分
- スクールバスは６路線（可児便・多治見北便・多治見南便・瀬戸便・藤岡便・恵那南便）が運航

## 著名な出身者
- 金山仙吉 - 元プロ野球選手
- 平田恒雄 - 元プロ野球選手
- 原田末記 - 元プロ野球選手
- 豊平晋一 - 元プロ野球選手
- 藤本貴久 - 元プロ野球選手
- 今岡均 - 元プロ野球選手
- 林俊典 - 元プロ野球選手
- 羅本新二 - 元プロ野球選手（中京商業高校卒）
- 山北茂利 - 元プロ野球選手（中京商業高校卒）
- 松田宣浩 - 元プロ野球選手
- 中川裕貴 - 元プロ野球選手
- 城所龍磨 - 元プロ野球選手
- 高森勇旗 - 元プロ野球選手、スポーツライター
- 大抜亮祐 - 元プロ野球選手
- 榊原諒 - 元プロ野球選手
- 池ノ内亮介 - 元プロ野球選手、大阪府警察警察官
- 安江嘉純 - 元プロ野球選手
- 加藤壮太 - 元プロ野球育成選手・読売ジャイアンツ
- 吉川尚輝 - プロ野球選手・読売ジャイアンツ
- 今井順之助 - 元プロ野球選手・北海道日本ハムファイターズ
- 藤田健斗 - プロ野球選手・阪神タイガース
- 元謙太 - プロ野球選手・オリックスバファローズ
- 茶野篤政 - プロ野球選手・オリックスバファローズ
- 西尾歩真 - プロ野球選手・福岡ソフトバンクホークス
- 赤塚健利 ‐ プロ野球選手・広島東洋カープ
- 橋本哲也 - 野球指導者（硬式野球部監督、NTT西日本元監督）
- 福田五志 - 元ソフトボール女子日本代表監督
- 米重修一 - 陸上競技選手（ソウルオリンピック日本代表・5000m、1000m出場）
- 小林史和 - 陸上競技選手（中京商業高校卒）（1000m、1500m、2000m日本記録保持者）
- 実井謙二郎 - 陸上競技選手（アトランタオリンピック・マラソン日本代表）
- 宮脇千博 - 陸上競技選手
- 富田雅哉 - プロゴルファー（09年つるやオープン優勝）
- エフライン・リンタロウ・ダ・シルバ - プロサッカー選手
- 遠藤純輝 - プロサッカー選手
- 近藤慶一 - プロサッカー選手
- 野呂エイシロウ - 放送作家（中京商業高校卒）
- 橋本真也 - プロレスラー（中京商業高校卒）
- 加藤竜治 - 俳優
- 杉浦誠司 - 文字職人
- 田中恒成 - プロボクサー（世界4階級制覇王者）
- 畑中建人 - プロボクサー（WBC世界フライ級ユース王者）
- 坂井涼 - プロボクサー（2023年度全日本フライ級新人王）
- 武藤涼太 - プロボクサー（2023年度全日本スーパーバンタム級新人王 MVP）
- 田中亮明 - アマチュアボクシング（2020年東京オリンピックフライ級銅メダリスト）
- 松井謙 - 元レスリング選手（2021年レスリング世界選手権グレコローマン55㎏級優勝）

## 系列校
学校法人中京学院
- 中京学院大学
- 中京学院大学短期大学部
- 中京こども園（短大部に併設される。旧中京幼稚園。）

その他
- 学校法人梅村学園（中京大学、中京大学附属中京高等学校、三重中京大学）
- 学校法人三重高等学校（三重中学校・高等学校、梅村幼稚園）